# Manfred Salow

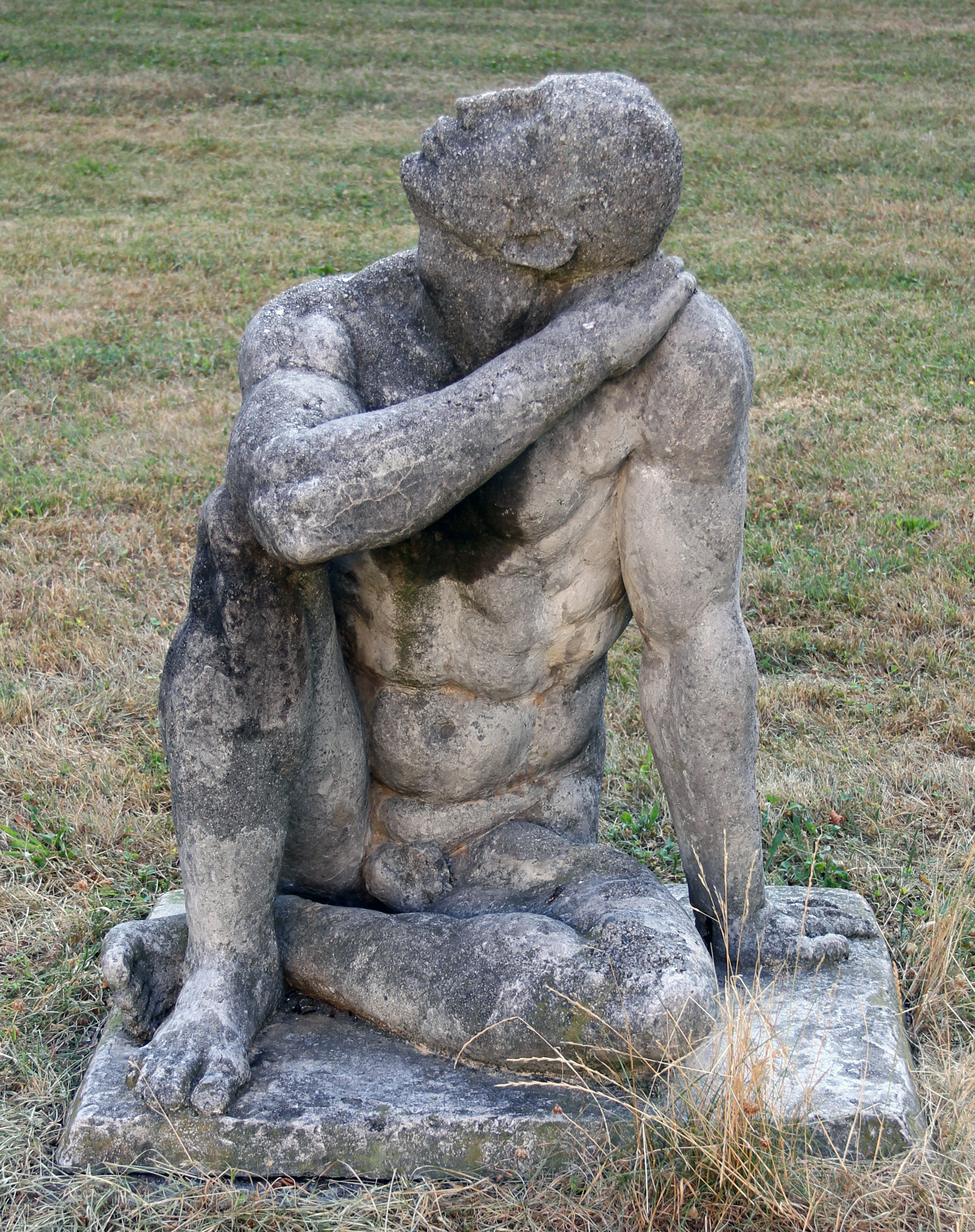
Die Skulptur Sitzender von Manfred Salow in Berlin-Pankow (1978)

Manfred Salow (* 1943 in Friedland) ist ein deutscher Bildhauer.
Als Künstler und Bildhauer hat Manfred Salow in beiden deutschen Staaten Erfahrungen. Bekanntheit erlangte er unter anderem, als Manfred Krug seine Arbeit für das Ministerium für Staatssicherheit unter dem Decknamen „Salmann“ öffentlich machte.

## Lebenslauf
- 1965: Studium an der Hochschule für bildende und angewandte Künste in Berlin
- 1970: Abschluss als Diplombildhauer und Anfang als freischaffender Bildhauer in Berlin
- 1982: Studienaufenthalt in Moskau dort Studium für Monumentalplastik
- 1990: Beginn mit der Malerei

Salow hatte schon früh namhafte Sammler seiner eigenen Kunst. Auch Manfred Krug, Siegfried Matthus, Eberhard Esche und Markus Wolf gehörten dazu. Mit Peter Hacks hat er ein Kinderbuch (1980) veröffentlicht.
Es entstanden unter anderem bronzene Porträt-Köpfe von Gerhard Rommel (1971), Peter Hacks (1976), Manfred Krug (1977) und Eberhard Esche (1976) und Wolf (1989), sowie postum von Georg Wilhelm Friedrich Hegel (1982) und Friedrich Wolf (1988). Auch nach der deutschen Wiedervereinigung arbeitet Manfred Salow als Porträtplastiker.

## Ausstellungen in der DDR (Auswahl)
- 1973 und 1982: Berlin, „Plastik und Blumen“

- 1979: Berlin, Bezirkskunstausstellung

- 1983: Leipzig, Messehaus am Markt („Kunst und Sport“)

- 1983: Berlin, Galerie am Prater („Retrospektive 1973 -1983“)
- 1986/1987: Suhl („Das sicher sei, was uns lieb ist“. Ausstellung zum 40. Jahrestag der Gründung der Grenztruppen der DDR)